# أبو عمر الإدلبي
عبسي الطه، المعروف باسمه الحركي أبو عمر الإدلبي هو قائد عسكري سوري وهو قائد لواء الشمال الديمقراطي التابع لقوات سوريا الديمقراطية في محافظة الرقة.

## قبل الحرب
قبل الحرب الأهلية السورية، عمل أبو عمر الإدلبي كمطور بناء.

## الحرب الأهلية السورية
مع بداية الحرب الأهلية السورية في عام 2011، تم تجنيد الإدلبي في الجيش العربي السوري لقيادة فصيلة دبابات برتبة ملازم ثاني. ثم انشق هو ووحدته وانضموا إلى الجيش السوري الحر عندما تعرضت قريته في محافظة إدلب للهجوم. وفي تموز/يوليو 2014، اتهم الإدلبي جبهة النصرة بارتكاب مجازر في منطقة دركوش غربي إدلب، مشيراً إلى مقتل وقطع رأس مقاتل من الجيش الحر على يد مقاتلي النصرة في قرية الغفير. وفي أغسطس 2017، أعدمت هيئة تحرير الشام، أسامة الخضر، قائد لواء عاصفة الحزم التابع للقوات المشتركة 21، بتهم تشمل التعاون مع الإدلبي للقيام بأعمال تجسس وتخريب ضد هيئة تحرير الشام ومجموعات أخرى في إدلب.
أفادت منظمة سوريون من أجل الحقيقة والعدالة الحقوقية أن لواء الشمال الديمقراطي صادر عشرات المنازل المهجورة وغير المستخدمة في الرقة منذ فبراير/شباط 2020. وعندما عاد بعض الملاك إلى المدينة للمطالبة بإعادة عقاراتهم لاستصلاحها أو بيعها، رفض أبو عمر الإدلبي والوحدة إعادة المنازل بحجة عدم استخدامها سابقاً وضرورة توفير مكان لعيش عائلات أعضاء اللواء.